# Huawei P40 Lite
Huawei P40 Lite – smartfon chińskiego producenta Huawei. Telefon obsługiwany jest przez system Android 10. Premiera smartfona zaplanowana jest na 26 lutego 2020 roku.